# Lyriothemis
A Lyriothemis a rovarok (Insecta) osztályának szitakötők (Odonata) rendjébe, ezen belül az egyenlőtlen szárnyú szitakötők (Anisoptera) alrendjébe és a laposhasú acsák (Libellulidae) családjába tartozó nem.

## Rendszerezés
A nembe az alábbi 15 faj tartozik:
- Lyriothemis acigastra (Selys, 1878)
- Lyriothemis biappendiculata (Selys, 1878)
- Lyriothemis bivittata (Rambur, 1842)
- Lyriothemis cleis Brauer, 1868
- Lyriothemis defonsekai van der Poorten, 2009
- Lyriothemis elegantissima Selys, 1883[2]
- Lyriothemis eurydice Ris, 1909
- Lyriothemis hirundo Ris, 1913
- Lyriothemis latro Needham & Gyger, 1937
- Lyriothemis magnificata (Selys, 1878)
- Lyriothemis meyeri (Selys, 1878)
- Lyriothemis mortoni Ris, 1919
- Lyriothemis pachygastra (Selys, 1878)
- Lyriothemis salva Ris, 1927
- Lyriothemis tricolor Ris, 1919

## Fordítás
- Ez a szócikk részben vagy egészben  a   Lyriothemis című angol Wikipédia-szócikk ezen változatának fordításán alapul.  Az eredeti cikk szerkesztőit annak laptörténete sorolja fel. Ez a jelzés csupán a megfogalmazás eredetét és a szerzői jogokat jelzi, nem szolgál a cikkben szereplő információk forrásmegjelöléseként.